# 22280 Mandragora
22280 Mandragora este o planetă minoră (asteroid), cu un diametru de 9,864 km, din centura de asteroizi. A fost descoperită pe 12 februarie 1985 la Observatorul La Silla de Henri Debehogne. 
Obiectul prezintă o orbită caracterizată de o semiaxă mare de 3,0381487 UAi, o excentricitate de 0,2, o înclinație de 0,56571 ° în raport cu ecliptica.